# すくぅ〜るメイト2
『すくぅ〜るメイト2』は、ILLUSIONが2010年6月25日に発売した、リアルタイム3Dアニメシェーダーを使ったアダルトゲーム。

## 概要
前作『すくぅ〜るメイト』から登場人物やストーリーなどが一新された完全オリジナル作品だが、トゥーン・シェイダーを使ったアニメ調の3Dポリゴン映像を再現するシステムは継承している。また付属のメガネで立体視できるシステムや、登場人物からのメールが届く「iメール」サービスを実装している。ゲームデータの保存はシステム側のタイミングで自動的に保存されるので複数のセーブデータを保存することはできないが、既読のシナリオの回想シーンの再生や、セックスシーンでのプレイ状態の保存が可能になっている。

## ゲームシステム
ゲーム内容は「ミッションモード」と「エンドレスモード」の2つで進行する。
- ミッションモードとはシナリオモードやストーリーモードと同意語で、この作品の物語が語られる。ゲームスタート時はこのモードから始まり、物語の前半では静止画のCG画像と登場人物の会話中心の紙芝居仕立てで進み、後半から3Dポリゴンキャラクターを操作するセックスシーンへと変わる。全てのミッションが終了するとエンドレスモードが開放され、既読になったミッションはメインメニューの「思い出」で再生が可能になる。
- エンドレスモードとは、3Dポリゴンキャラクターを操作するセックスシーンが中心のモードで、あらかじめ時間、場所、着衣、行為をそれぞれ選択しておく必要がある。グラフ表示化された「気分と体調」はヒロインの言動に影響するようになっており、プレイする毎にヒロイン達の発言に変化を持たせてある。また、特定のプレイの仕方で18種類のイベントが発生するのも特徴。プレイが終わるとリプレイデータの保存確認が行われ、保存することでメインメニューから呼び出し再生することができる。

## あらすじ
学園の美化清掃委員だった藤田紫子が、校舎裏にある三姉妹地蔵の仏堂を清掃していた時、うっかり手を滑らせて3体の地蔵の首を折ってしまった。途端、紫子は何者かに体の自由を奪われ、脳裏に囁きかける声に恐怖する。お前は呪われた、と囁いたのは三姉妹地蔵「蘇芳」「浅葱」「琥珀」だった。「私たちの言うことを聞かないと元には戻れない」という言葉に否応なしに従うことになった紫子に待っていたものは、三姉妹の仕組んだ快楽の日々であった。

## キャラクター
主人公
声：なし
掃除を手伝ったためにトラブルに巻き込まれた紫子のクラスメイト。
(初期設定では姓名がなく、別途、苗字と名前を選択できる。名付けるとヒロインが音声で呼ぶようになる)
藤田紫子(ふじた ゆかりこ)
声：かわしまりの
清掃中に三姉妹地蔵の首を折って呪われてしまうヒロイン。性格は大雑把で押しに弱い。
蘇芳(すおう)
声：御苑生メイ
三姉妹地蔵の長女。知的で冷静なタイプだが、プライドの高い物言いが多い。
浅葱(あさぎ)
声：乃嶋架菜
三姉妹地蔵の次女。明るいムードメーカーでノリが良く、ざっくばらんな性格。
琥珀(こはく)
声：サトウユキ
三姉妹の三女。大人しく優しい性格の持ち主で、主人公を「兄さま」と呼んでいる。

## でじたるメイト
2010年8月20日にILLUSIONからダウンロード販売専用ソフトとしてリリースされたポージングビュアーツール。「デジタル3Dフィギュア」と称され、すくぅ〜るメイト2で使用されたキャラクターやロケーション、また追加で付属されたファイルを使ってスクリーンショットを撮影するためのアプリケーションソフト。キャラクターは表情やポーズを自在に取らせ、さまざまなシチュエーションを再現することができる。出来上がった画像は公式サイトでアップロードすることもできる。